# (2185) Guangdong
(2185) Guangdong est un astéroïde de la ceinture principale.

## Description
(2185) Guangdong est un astéroïde de la ceinture principale. Il fut découvert le 20 novembre 1965 à Nanking par l'observatoire de la Montagne Pourpre. Il présente une orbite caractérisée par un demi-grand axe de 2,71 UA, une excentricité de 0,16 et une inclinaison de 9,6° par rapport à l'écliptique.

## Nom
L'astéroïde a été nommé d'après le Guangdong, province côtière du sud de la Chine.

## Compléments